# Brian Hall (scheidsrechter)
Brian Hall (5 juni 1961) is een voormalig voetbalscheidsrechter uit de Verenigde Staten. Hij was onder meer actief op de WK-eindronde van 2002 in Japan en Zuid-Korea. Hij speelde zelf als doelman, voordat hij op veertienjarige leeftijd de aandacht verlegde naar de arbitrage. Hall was actief op het hoogste internationale niveau van 1992 tot 2007.

## Interlands
| Datum            | Wedstrijd                       | Uitslag | Competitie              | Kreeg geel | Kreeg voor de tweede keer geel en dus rood | Weggestuurd |
| ---------------- | ------------------------------- | ------- | ----------------------- | ---------- | ------------------------------------------ | ----------- |
| 21 februari 1993 | Verenigde Staten – Rusland      | 0 – 0   | Vriendschappelijk       | 0          | 0                                          | 0           |
| 22 mei 1995      | Canada – Noord-Ierland          | 2 – 0   | Vriendschappelijk       | ?          | ?                                          | ?           |
| 27 juli 1999     | Saoedi-Arabië – Bolivia         | 0 – 0   | FIFA Confederations Cup | 6          | 0                                          | 0           |
| 14 februari 2000 | Zuid-Korea – Canada             | 0 – 0   | CONCACAF Gold Cup       | 2          | 0                                          | 0           |
| 15 oktober 2000  | Zuid-Korea – Koeweit            | 0 – 1   | Azië Cup                | 1          | 0                                          | 0           |
| 19 januari 2002  | Costa Rica – Trinidad en Tobago | 1 – 1   | CONCACAF Gold Cup       | 5          | 0                                          | 1           |
| 21 januari 2002  | Canada – Ecuador                | 0 – 2   | CONCACAF Gold Cup       | 5          | 0                                          | 0           |
| 3 juni 2002      | Italië – Ecuador                | 2 – 0   | WK 2002                 | 4          | 0                                          | 0           |
| 12 juni 2002     | Nigeria – Engeland              | 0 – 0   | WK 2002                 | 0          | 0                                          | 0           |
| 16 november 2003 | Honduras – Finland              | 1 – 2   | Vriendschappelijk       | 0          | 0                                          | 0           |
| 5 juni 2005      | Guatemala – Mexico              | 0 – 2   | Kwalificatie WK 2006    | 2          | 0                                          | 1           |
| 9 juli 2005      | Guatemala – Jamaica             | 3 – 4   | CONCACAF Gold Cup       | 3          | 0                                          | 1           |
| 8 september 2005 | Mexico – Panama                 | 5 – 0   | Kwalificatie WK 2006    | 2          | 1                                          | 1           |
| 13 oktober 2005  | Guatemala – Costa Rica          | 3 – 1   | Kwalificatie WK 2006    | 5          | 0                                          | 0           |
| 1 maart 2006     | Mexico – Ghana                  | 1 – 0   | Vriendschappelijk       | 0          | 0                                          | 0           |